# Никодим (патриарх Румынский)
Патриа́рх Никоди́м (рум. Patriarh Nicodim, в миру Никола́е Мунтя́ну, рум. Nicolae Munteanu; 6 декабря 1864, село Пипириг, Австро-Венгрия — 27 февраля 1948, Бухарест) — епископ Румынской православной церкви, Патриарх Румынский.

## Биография
Родился 6 декабря 1865 года в селе Пипириче (Австро-Венгрия) в крестьянской семье.
Окончил духовную школу в городе Тыргу-Нямц (1882), Вениаминовскую семинарию в городе Яссы (1890) и Киевскую духовную академию со степенью кандидат богословия (1885).
1 августа 1894 года принял монашеский постриг, в 1895 году посвящён в сан архидиакона и назначен проповедником при Ясской митрополии. 
С 1896 года иеромонах, экклесиарх митрополичьей кафедры в Яссах, помощник митрополита Иосифа (Наниеску).
В 1898 году возведён в сан архимандрита, административный викарий Ясской митрополии.
С 1902 года помощник епископа Пимена (Джорджеску) в Нижнедунайской епископии.
С 1908 года ректор Галацкой семинарии святого Андрея.
В 1909 году хиротонисан во епископа Бакеульского, викария Митрополии Молдовы, настоятель монастыря святого Спиридона в Яссах.
18 февраля 1912 году назначен епископом Хушским. 3 марта того же года состоялась его интронизация. В этом сане возглавлял делегацию Румынской Церкви на Всероссийском Поместном Соборе 1917—1918 годов, участвовал в двух заседаниях в сентябре 1917 года.
В 1918—1919 годы временно управлял Кишинёвской епархией, затем возвратился в Хушскую епархию.
С 1918 года почётный член Румынской АН, с 1920 года доктор honoris causa богословского факультета Черновицкого университета.
В 1923 году ушёл на покой. Будучи настоятелем Нямецкой лавре, основал духовную школу, больницу, приют, странноприимницу, восстановил типографию, перевёл Новый Завет на румынский язык и с русского на румынский язык «Библейскую историю» в 6 томах, а также «Толковую Библию» в 12 томах.
В 1936, 1938 и 1944 годы в новом переводе на румынский, выполненном владыкой Никодимом и профессорами богословия Василе Раду и Гала Галактионом, вышло 3 «синодальных издания» Библии.
В январе 1935 года Церковный национальный конгресс Румынии избрал Никодима митрополитом Ясским.
30 июня 1939 года церковный Собор избрал митрополита Ясского Никодима новым Румынским Первосвятителем.
В 1941 году поддержал завоевательный поход Румынской армии совместно с Вермахтом на восток, заявив, что «борьба против большевизма является священной борьбой, борьбой за Бога и его истину с апокалипсическим драконом большевизма».
В 1944 году Патриарх Никодим создал благотворительный фонд помощи пострадавшим во время военных действий священникам и церковнослужителям и открыл два детских дома
25 ноября 1944 г. Патриарх Никодим написал письмо военному министру: «Просим Вас, господин министр, соблаговолить передать господам членам Союзной контрольной комиссии по перемирию нашу горячую благодарность и выражение нашего чувства преданности по отношению к командирам и армии СССР. Да поможет Бог, чтобы это проявление культуры и дружбы освятило будущее взаимоотношение между союзным СССР и свободным Румынским королевством». 
В 1946 году Никодим посетил СССР и беседовал с Патриархом Алексием о противостоянии Ватикану и экуменическому движению.
Скончался от пневмонии 27 февраля 1948 года в Бухаресте. Похоронен в румынском Патриаршем соборе в Бухаресте, рядом с первым Патриархом Румынии Мироном (Кристя).

## Сочинения
- Латино-униатская пропаганда у румын (Молдавии, Валахии и пр.) с половины XIII до настоящих времен // ИР НБУВ. Ф. 304. Д. 1398;
- Cuvântări liturgice. Dumnezeu şi dreptatea lui. Mâna lui Dumnezeu în lumea văzută. Scurtă explicare a Sf. Liturghii şi pomenirea morţilor. Originale şi prelucrări. Măn. Neamţ, 1933;
- Cuvântări, pastorale şi îndemnuri. Măn. Neamţ, 1940;
- Ortodoxia şi crestinismul apusean. Prelucrare după A. P. Lopuhin şi alţii. Bucureşti, 1943 (3-е изд.);
- Ответы на вопросы корреспондентов Советского информбюро / интервью — ответы: Никодим, Патриарх Румынский // Журнал Московской Патриархии. 1946. — № 11. — С. 18-19.
- Ce să crezi şi cum să trăieşti. Iaşi, 1997;
- Creştinul la Sfânta Liturghie. Pregătirea, participarea şi folosul duhovnicesc. Bucureşti, 2001;
- Mica Biblie cu icoane la îndemâna tuturor creştinilor. Bucureşti, 2010.

## Переводы
- După Sergiu, arhiep. de Vladimir. Cuvăntări apologetice asupra adevărurilor fundamental ale religiunii creştine ortodoxe. Bucureşti, 1905;
- După Inocentiu, arhiep. Odessei. Şase cuvăntări despre natură. Bucureşti, 1904;
- Его же. Predici la sărbătorile impărăteşti. Neamt, 1933;
- Его же. Cuvăntări la sărbătorile Maicii Domnului, Duminici. Neamt, 1933;
- Его же. Predici despre căderea lui Adam in păcat, moarte şi inviere. Neamt, 1939;
- Его же. Predici la Postul Mare. Bucureşti, 2005;
- După preotul Grigorie Petrov. Pe urmele lui Hristos. Bucureşti, 1908–1909;
- Viata de seminar. Bucureşti, 1909;
- Stratilatov C., preoful. 26 predici la credinta creştină sau tălcuirea Crezului. Bucuresti, 1912;
- Его же. 23 predici la nădejdea creştină sau lămuririi asupra rugăciunii Tatăl nostru, şi a celor 9 fericiri. Chişinău, 1928;
- Его же. 75 predici catehetice pentru popor. Tălcuirea crezului, Tatăl nostru, 9 Fericiri şi 10 Porunci. Neamt, 1932;
- Un păstor model. Bucureşti, 1918;
- Tolstoi L. Menirea ştiintei şi artei sau: Religia este ştiinta ştiintelor. Neamt, 1932;
- Cetvericov S., prot. Paisie, starejul mănăstini Neamt. Neamt, 1933;
- Farrar F. Viata şi operele Sfintilor Părinti şi invătători ai Biscrcii. Vol. 1–3. Chişinău, 1932–1935;
- Его же. Predici pentru rineretul şcolar. Neamt, 1935;
- Его же. Primele zile ale creştinismului. Part. 1–3. Neamt, 1938;
- Его же. Viata şi operile Sf. Apostol Pavel. Part. 1–3/ Neamt, 1943;
- Его же. Viata lui lisus Hristos. Neamt, 1944–1945. Vol. 1–2;
- Lopuhin A. Istoria biblica. Vechiul Testament. Vol. 1–4/ Bucureşti, 1944–1946.